# Lene Køppen
Lene Køppen (født 5. maj 1953) er en tidligere dansk badmintonspiller. 
På toppen af sin karriere vandt hun blandt andet verdensmesterskabet i damesingle og mixeddouble (med Steen Skovgaard) i 1977 samt den prestigefyldte All England-turnering i damesingle i 1979 og 1980.
Hun er uddannet tandlæge og arbejder i Rudersdal Kommune som overtandlæge.

## Hædersbevisninger
- Lene Køppen er optaget i dansk idræts Hall of Fame.